# Thierry Gueorgiou
Thierry Gueorgiou, né le 30 mars 1979 à Saint-Étienne, est un orienteur français, surnommé « Tero » dans le milieu de l’orientation.
Au départ spécialiste des courses de type moyenne distance, il domine ensuite la plupart des disciplines (longue distance, moyenne distance et relais) avec notamment un total de 14 titres lors des championnats du monde de course d'orientation (WOC) en 2003, 2004, 2005, 2007, 2008, 2009, 2011, 2013, 2014 2015 et 2017. Il est également vainqueur de la Coupe du monde en 2006 et 2007.
Thierry Gueorgiou fait partie du club d'orientation français Nature Orientation Saint-Étienne (NOSE) et du club finlandais Kalevan Rasti. Il a gagné la course de relais de la Jukola cinq fois (2004, 2005, 2007, 2013, 2014) avec Kalevan Rasti. En 2010, il a également remporté la 10-Mila (Tiomila), avec ce même club.
Il continue[pas clair] une carrière de très haut niveau et remporte le titre mondial sur les longue et moyenne distances lors des Championnats du monde 2011, en France. Il permet à la France d'obtenir le titre mondial en relais, avec ses équipiers Philippe Adamski et François Gonon. Il emmène également le relais français jusqu'à la médaille d'argent en 2017 aux côtés de Frédéric Tranchand et Lucas Basset.

## Parcours sportif
Thierry Georgiou profite de nouvelles méthodes d'entraînement "en simulation" mises en place par la Fédération française de course d'orientation pour concurrencer, à partir de 2003, les pays scandinaves jusqu'alors détenteurs d'une grande partie des titres.
En 2009, lors du relais des championnats du monde, en Hongrie, alors qu'il est au coude-à-coude pour la 1re place, il stoppe sa course pour porter secours au concurrent suédois Martin Johansson, gravement blessé par une branche ayant pénétré au travers de la cuisse. Les deux autres concurrents dans la bataille, le Norvégien Anders Nordberg et le Tchèque Michal Smola s'arrêtent également conformément au règlement de l'IOF pour transporter le blessé jusqu'à la route la plus proche et alerter les secours. Les trois orienteurs reçoivent le prix international du fair-play pour cette action.
En 2010, assuré d'une médaille mondiale d'or ou d'argent dans le relais masculin, il oublie une balise, fait demi-tour pour la poinçonner et se fait dépasser par sept concurrents.
Pour préparer les championnats du monde 2011, Thierry Gueorgiou, s'entraîne uniquement sur les terrains types auxquels il doit être confrontés pendant environ 300 heures l'année précédant les compétitions.

## Technique d'orientation
Dans son orientation, Thierry Gueorgiou ne sélectionne sur la carte que les caractéristiques les plus visibles et les plus distinctes pour élaborer sa planification d'itinéraire entre chaque balise. Il diminue ainsi sa charge cognitive, ce qui lui permet d'augmenter sa vitesse.

## Palmarès

### Championnats du monde d'orientation

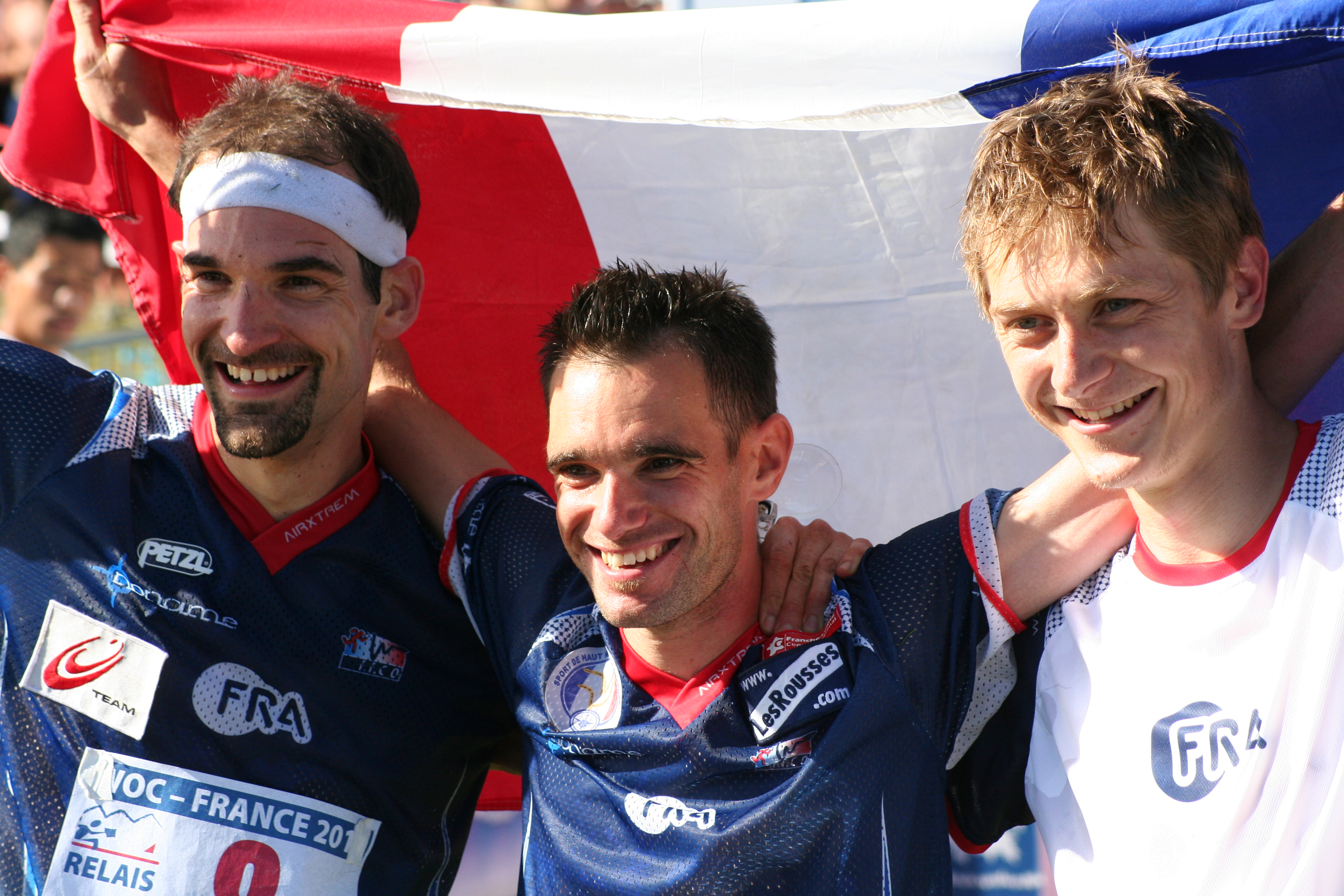
Thierry Gueorgiou et ses coéquipiers François Gonon et Philippe Adamski après leur victoire en relais aux Championnats du monde de 2011.

| Année |        |         |        |        |               |    |
| Âge   | Longue | Moyenne | Sprint | Relais | Sprint relais |    |
| 1997  | 18     | —       | 50     | NC     | 12            | NC |
| 1999  | 20     | —       | 24     | NC     | 12            | NC |
| 2001  | 22     | —       | 18     | 12     | 11            | NC |
| 2003  | 24     | —       | 1      | 3      | 14            | NC |
| 2004  | 25     | —       | 1      | 5      | 7             | NC |
| 2005  | 26     | 7       | 1      | —      | 2             | NC |
| 2006  | 27     | 8       | 4      | —      | 11            | NC |
| 2007  | 28     | —       | 1      | 1      | 6             | NC |
| 2008  | 29     | —       | 1      | 5      | DSQ           | NC |
| 2009  | 30     | 2       | 1      | —      | 25            | NC |
| 2010  | 31     | 3       | 3      | —      | 8             | NC |
| 2011  | 32     | 1       | 1      | —      | 1             | NC |
| 2012  | 33     | —       | 4      | —      | 5             | NC |
| 2013  | 34     | 1       | 2      | —      | 8             | NC |
| 2014  | 35     | 1       | DSQ    | —      | 3             | —  |
| 2015  | 36     | 1       | 7      | —      | —             | —  |
| 2016  | 37     | 2       | 4      | —      | 6             | —  |
| 2017  | 38     | —       | 1      | —      | 2             | —  |

### Championnats européens d'orientation (EOC)
- , Moyenne Distance, 2004 Danemark
- , Moyenne Distance, 2006 Estonie
- , Moyenne Distance, 2008 Lituanie

### Coupe du monde d'orientation (WC)
Classement final
- de la Coupe du monde, coureur individuel 2007
- de la Coupe du monde, coureur individuel 2006
- de la Coupe du monde, relais 2005
- de la Coupe du monde, coureur individuel 2011
- de la Coupe du monde, coureur individuel 2009
- de la Coupe du monde, coureur individuel 2008
- de la Coupe du monde, coureur individuel 2005
- de la Coupe du monde, coureur individuel 2010

Épreuves de Coupe du monde
- , Moyenne Distance, 2011 Suisse
- , Moyenne Distance, 2010 Suisse
- , Longue Distance, 2010 France
- , Sprint, 2007 Suisse
- , Moyenne Distance, 2007 Suisse
- , Sprint, 2007 Ukraine
- , Moyenne Distance, 2007 Ukraine
- , Sprint, 2007 Suède
- , Moyenne Distance, 2007 Suède
- , Moyenne Distance, 2007 Norvège
- , Sprint, 2007 Finlande
- , Moyenne Distance, 2006 France
- , Longue Distance, 2006 France
- , Sprint, 2006 France
- , Moyenne Distance, 2006 Estonie
- , Longue Distance, 2011 République tchèque
- , Moyenne Distance, 2011 République tchèque
- , Moyenne Distance, 2005 Royaume-Uni
- , Relay Event, 2005 Royaume-Uni
- , Sprint, 2002 Norvège
- , Relais, 2005 Italie
- , Sprint, 2005 Italie
- , Moyenne Distance, 2005 Italie

### Championnats du monde universitaires (WUOC)
- , Courte Distance, 2002 Bulgarie
- , Relais, 2002 Bulgarie
- , Courte Distance, 2000 France
- , Longue Distance, 2000 France
- , Relais, 2000 France

### Championnats du monde juniors (JWOC)
- , Relais, 1999 Bulgarie
- , Longue Distance, 1998 France
- , Courte Distance, 1999 Bulgarie
- , Relais, 1998 France

### World Games
- , Moyenne Distance, Allemagne (2005)